# 웨이크 아울
웨이크 아울(Wake Owl)은 캐나다의 인디 팝 밴드이다. 싱어송라이터인 콜린 캐머런과 다양한 악기를 다루는 에이든 브리스콜이 핵심 구성원이다.
2012년에 데뷔 EP 앨범을 인터넷에서 공짜로 다운로드 받을 수 있게 공개했다. 거기 실린 〈Gold〉가 《그레이 아나토미》의 한 에피소드에 나왔다. 첫 정규 앨범 《The Private World of Paradise》은 2014년 3월 4일에 발매되었다.